# Colle Brianza
Colle Brianza é uma comuna italiana da região da Lombardia, província de Lecco, com cerca de 1.464 habitantes. Estende-se por uma área de 8 km², tendo uma densidade populacional de 183 hab/km². Faz fronteira com Airuno, Castello di Brianza, Dolzago, Ello, Galbiate, Olgiate Molgora, Santa Maria Hoè, Valgreghentino.

## Demografia
| Variação demográfica do município entre 1861 e 2011                               |
|                                                                                   |
| Fonte: Istituto Nazionale di Statistica (ISTAT) - Elaboração gráfica da Wikipedia |